# Enn Võrk
Enn Võrk (* 1. Märzjul. / 14. März 1905greg. in Waukawysk, Belarus; † 20. September 1962 in Tallinn) war ein estnischer Komponist und Chorleiter.

## Leben und Werk
Enn Võrk schloss 1926 sein Kompositionsstudium am Tallinner Konservatorium bei Artur Kapp (1878–1952) ab. Von 1926 bis 1933 war er als Chorleiter und Organist an der Tallinner Johanneskirche (estnisch Jaani kirik) tätig. Daneben unterrichtete er in Tallinn und Tartu Musik, unter anderem von 1933 bis 1945 an der Universität Tartu.
Von 1945 bis 1950 war Võrk Dozent für Musiktheorie am Staatlichen Tallinner Konservatorium. Aus politischen Gründen wurde er von den sowjetischen Besatzungsbehörden von seiner Stelle entfernt und erst 1959 rehabilitiert. Zeitweise lebte er im Untergrund. Die letzten Jahre seines Lebens verbrachte er in Rapla. Von 1955 bis 1960 war er Klavierstimmer der Estnischen Musikstiftung (Eesti Muusikafond) und von 1960 bis 1962 als Klavierbauer beschäftigt.
Enn Võrk hat zahlreiche Chorwerke verfasst, die zu den bekanntesten und beliebtesten Estlands gehören. Dazu gehört Eesti Lipp („Die Fahne Estlands“) nach einem Gedicht von Martin Lipp, das während der sowjetischen Besatzungsherrschaft zu einer konspirativen Nationalhymne wurde. Weitere bekannte Stücke sind das Oratorium Vigilate (1957), die Kantaten Laula, vaba rahvas (1949) und Sõbralik laul (1959), die Ballade Ilu sõit (1934/1948) für gemischten Chor sowie kammermusikalische Werke.